# La treccia che uccide
La treccia che uccide (怪客 Guai keS) è un film del 1973 diretto da Yeo Ban-Yee. È conosciuto internazionalmente come Stranger from Canton. 

## Trama
All’inizio del 1900 in Cina il Governo è ancora in mano all’ imperatore discendente dalla dinastia Quing, tuttavia una lunga e sanguinosa rivoluzione riuscì a ribaltare il governo in favore del leader Sun Yat-Sen. Alcuni dei rivoluzionari fedeli a Sun vengono sconfitti e uccisi in maniera brutale dall'ufficiale governativo Kao Kang (Thompson Kao Kang) che detiene il potere locale con la forza. Le cattive prospettive dei pochi rivoluzionari che non hanno paura di reagire cominciano a cambiare quando un uomo venuto da Canton (Jason Pai Piao) arriva in soccorso di alcuni malcapitati. Da qui si avvicenderanno una serie di combattimenti per poter liberare la zona dalla malvagità e dal dominio di Kao Kang, fino ad arrivare all'avvincente scontro finale.

## Curiosità
La versione italiana del film (i diritti di distribuzione sono della AVO film) è più corta della versione originale di circa venti minuti.